# سنت پائول (کانزاس)
سنت پائول (به انگلیسی: St. Paul) شهری در ایالت کانزاس کشور ایالات متحده آمریکا است که جمعیت آن در سرشماری سال ۲۰۱۰ میلادی، ۶۲۹ نفر بوده‌است.